# Edward Kazimierz Lubomirski
Edward Kazimierz Lubomirski (né en 1796 à Doubno, mort le 26 février 1823 à Varsovie), prince polonais de la famille Lubomirski.

## Biographie
Edward Kazimierz Lubomirski est le fils de Michał Lubomirski et de Magdalena Raczyńska.

## Sources
- (pl) Cet article est partiellement ou en totalité issu de l’article de Wikipédia en polonais intitulé « Edward Kazimierz Lubomirski » (voir la liste des auteurs).